# PSKH1
PSKH1 (англ. Protein serine kinase H1) – білок, який кодується однойменним геном, розташованим у людей на короткому плечі 16-ї хромосоми. Довжина поліпептидного ланцюга білка становить 424 амінокислот, а молекулярна маса — 48 035.
| 10         |  | 20         |  | 30         |  | 40         |  | 50         |
| ---------- |  | ---------- |  | ---------- |  | ---------- |  | ---------- |
| MGCGTSKVLP |  | EPPKDVQLDL |  | VKKVEPFSGT |  | KSDVYKHFIT |  | EVDSVGPVKA |
| GFPAASQYAH |  | PCPGPPTAGH |  | TEPPSEPPRR |  | ARVAKYRAKF |  | DPRVTAKYDI |
| KALIGRGSFS |  | RVVRVEHRAT |  | RQPYAIKMIE |  | TKYREGREVC |  | ESELRVLRRV |
| RHANIIQLVE |  | VFETQERVYM |  | VMELATGGEL |  | FDRIIAKGSF |  | TERDATRVLQ |
| MVLDGVRYLH |  | ALGITHRDLK |  | PENLLYYHPG |  | TDSKIIITDF |  | GLASARKKGD |
| DCLMKTTCGT |  | PEYIAPEVLV |  | RKPYTNSVDM |  | WALGVIAYIL |  | LSGTMPFEDD |
| NRTRLYRQIL |  | RGKYSYSGEP |  | WPSVSNLAKD |  | FIDRLLTVDP |  | GARMTALQAL |
| RHPWVVSMAA |  | SSSMKNLHRS |  | ISQNLLKRAS |  | SRCQSTKSAQ |  | STRSSRSTRS |
| NKSRRVRERE |  | LRELNLRYQQ |  | QYNG       |  |            |  |            |

A: Аланін

C: Цистеїн

D: Аспарагінова кислота

E: Глутамінова кислота

F: Фенілаланін

G: Гліцин

H: Гістидин

I: Ізолейцин

K: Лізин

L: Лейцин

M: Метіонін

N: Аспарагін

P: Пролін

Q: Глутамін

R: Аргінін

S: Серин

T: Треонін

V: Валін

W: Триптофан

Кодований геном білок за функціями належить до трансфераз, кіназ, серин/треонінових протеїнкіназ, фосфопротеїнів. 
Білок має сайт для зв'язування з АТФ, нуклеотидами. 
Локалізований у клітинній мембрані, цитоплазмі, цитоскелеті, ядрі, мембрані, ендоплазматичному ретикулумі, апараті гольджі.